# Carrollton (Texas)
Carrollton es una ciudad ubicada en el condado de Denton en el estado estadounidense de Texas. En el Censo de 2010 tenía una población de 119 097 habitantes y una densidad poblacional de 1239,18 personas por km².

## Geografía
Carrollton se encuentra ubicada en las coordenadas 32°59′18″N 96°53′59″O / 32.98833, -96.89972. Según la Oficina del Censo de los Estados Unidos, Carrollton tiene una superficie total de 96.11 km², de la cual 94.01 km² corresponden a tierra firme y 2.1 km² (2.19 %) es agua.

## Demografía
Según el censo de 2010, había 119 097 personas residiendo en Carrollton. La densidad de población era de 1239,18 hab./km². De los 119 097 habitantes, Carrollton estaba compuesto por el 63.63 % blancos, el 8.4 % eran afroamericanos, el 0.64 % eran amerindios, el 13.44 % eran asiáticos, el 0.03 % eran isleños del Pacífico, el 10.77 % eran de otras razas y el 3.1 % pertenecían a dos o más razas. Del total de la población el 29.98 % eran hispanos o latinos de cualquier raza.

## Educación
Distritos escolares que sirven a partes de Carrollton:
- Distrito Escolar Independiente de Carrollton-Farmers Branch (CFBISD)
- Distrito Escolar Independiente de Dallas (DISD)
- Distrito Escolar Independiente de Lewisville (LISD)

Escuelas preparatorias de CFBISD en Carrollton:
- Escuela Preparatoria Creekview
- Escuela Preparatoria Newman Smith
- Escuela Preparatoria R. L. Turner

Escuelas que sirven a la parte DISD:
- Escuela Primaria Jerry Junkins - Carrollton[6]
- Escuela Secundaria Ewell D. Walker[7]
- Escuela Preparatoria W. T. White[8]